# Tobias Kaufhold
Tobias Kaufhold (* 1964 in Duisburg) ist ein deutscher Kunsthistoriker. Er war seit 2006 Gründungsdirektor des Museums zur Vorgeschichte des Films mit der Camera Obscura in Mülheim an der Ruhr. Diese Funktion endete am 31. August 2016.

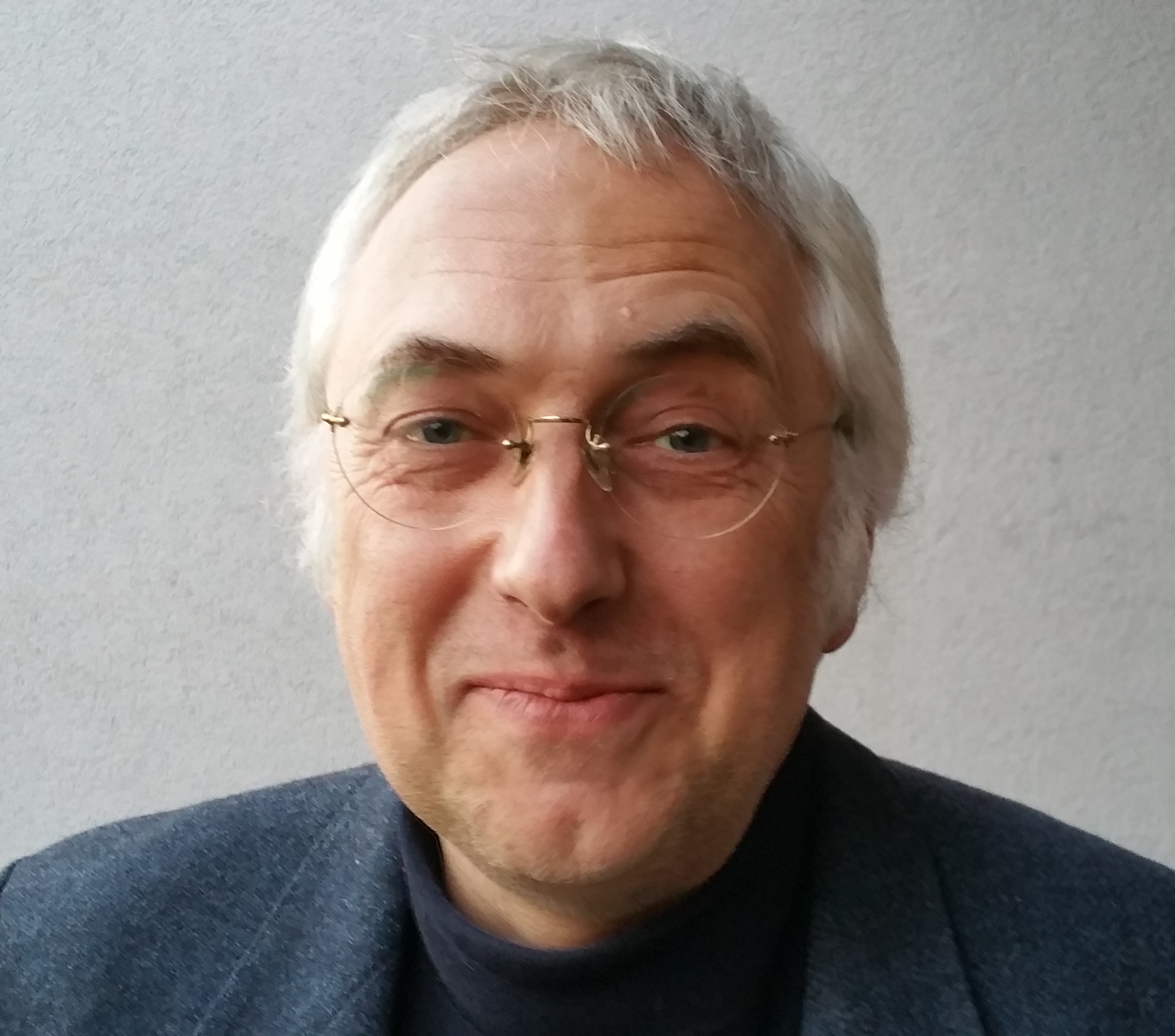
Kunsthistoriker Dr. Tobias Kaufhold (2017)

## Werdegang
Kaufhold studierte Kunstgeschichte, Philosophie und Klassische Archäologie an der Ruhr-Universität in Bochum u. a. bei Max Imdahl und Beat Wyss.
1997 wurde er mit der Arbeit „Auf der Suche nach der verlorenen Form. Werner Berges und die Popart“ bei Joachim Petsch promoviert.

## Wirken
Kaufhold war nach Abschluss seines Studiums zunächst als freier Mitarbeiter an verschiedenen Instituten, darunter dem Wilhelm-Lehmbruck-Museum in Duisburg, in der Galerie „pro arte“ Freiburg, am Kunstmuseum in der Alten Post Mülheim an der Ruhr, der Galerie „Die Galerie“ in Essen und der Kölner Kunstzeitung.
2000 kuratierte er die  „Klaus Geldmacher, Von 1940 bis heute“  im Kunstmuseum in Mülheim und 2002 die „Mülheimer Medienmeile Dialog der Künstler“.  2005 erarbeitete er ein Konzept für die Nutzung eines alten Wasserturmes.

## Schriften
- „Auf der Suche nach der verlorenen Form Werner Berges und die Popart“, 1997. Verlag Depelmann, ISBN  3-928330-25-X)

- „Ottavio Giacomazzi“ Hamburg 1997
- „Werner Berges – Bilder und Grafik“, Kunstverein Schopfheim 1998
- „Berges in Berlin“, Markgräfler Museum Müllheim 1998
- Klaus Geldmacher „1940 bis heute“, Kunstmuseum in der Alten Post Mülheim an der Ruhr 2000 (Hrsg.: Gabriele Uelsberg)
- „Heike Iserlohe“ Köln 2000
- Werner Berges und die Popart, in: Werkverzeichnis der Grafik. Isensee Verlag, Oldenburg 2002, ISBN 3-89598-877-4
- „Hans Walter Kivelitz, Bilder 1967 bis 2002“ Düsseldorf 2002[1]
- „Malen wie die Großen“ pädagogisches Buch zur praktischen Anwendung moderner und zeitgenössischer Kunst im Schulunterricht, Mülheim an der Ruhr 2003
- „Von Braque bis Beuys. Die Sammlung Röhnisch“, Wesel 2005, ISBN 3-924380-74-0
- „Camera Obscura“ Essen 2006. ISBN 3-89861-661-4
- „Rolf Binder“ Viersen 2007
- „Bis an die Grenzen des Machbaren – Über die Kontinuität im Werk von Werner Berges“ In: „The Artist`s Cut Werner Berges“, Frankfurt am Main, 2011, ISBN 978-3-9814872-0-6